# Api Claudi Cras (tribú consular 424 aC)
Api Claudi Cras (llatí: Appius Claudius Crassus) era el fill gran del decemvir Api Claudi Cras.
Va ser tribú amb potestat consolar l'any 424 aC. Els tribuns de la plebs insistien a poder presentar candidats plebeus al tribunat consular, i Claudi i els seus col·legues van reunir el Senat quan els tribuns de la plebs estaven absents de Roma i van convocar eleccions a cònsols per l'any següent. Api Claudi va ser nomenat prefecte de la ciutat i els altres tribuns van marxar contra els volscs, ja que hi havia notícies de què havien entrat en territori romà.
Va portar en totes les seves decisions una ferma oposició als tribuns de la plebs i als plebeus en general.